# Айдынкёль
Айдынкёль (кит. упр. 艾丁湖, пиньинь Àidīng hú, палл. Айдин ху, уйг. ئايدىڭكۆل, Айдиңкөл, Aydingköl‎) — пересыхающее бессточное солёное озеро, расположенное в Турфанской впадине на территории Синьцзян-Уйгурского автономного района Китая.
Располагается на абсолютной высоте −154 м, что делает впадину третьей по глубине в мире (после впадины Мёртвого моря и озера Ассаль), и самой низшей точкой Китая.
В настоящее время озеро почти полностью сухое, очень грязное и солёное.

## Топонимика
В древности китайцы называли озеро Хуелоуван[уточнить] (кит. упр. 觉洛浣, пиньинь juéluòwǎn). Уйгурский топоним Айдынкёль (уйг. ئايدىڭكۆل, Айдиңкөл, Aydingköl‎) в переводе означает «лунное озеро». Название связано с окружающим озеро слоем белой соли, который при солнечном свете напоминает сияние луны.